# Насименту, Фабиула
Фабиула Насименту (порт.-браз. Fabiula Nascimento; 18 августа 1978, Куритиба) — бразильская актриса.

## Биография
Фабиула Насименту родилась летом 1978 года. В 2001 году она вышла замуж за актёра Алешандре Неру, но спустя десять лет разорвала отношения с супругом ради нового избранника — Жоржа Саума, который младше Фабиулы Насименту на 11 лет.

### Карьера
Её кинодебют состоялся в 2006 году, но известность ей принесла роль парикмахера Оленьки в многосерийной мелодраме «Проспект Бразилии» (Avenida Brasil) в 2012 году. Эта обаятельная сотрудница салона красоты, который принадлежит Монализе (Элоиза Периссе), знает, как весело провести досуг. Её бесконечным источником вдохновения и обожания становится Дарксон (Жозе Лорету).
Фабиула Насименту считает, что её путь к признанию был тернистым: ещё в 2007 году, когда она впервые оказалась в Рио-де-Жанейро, им с подругой приходилось работать в сфере обслуживания в свободное от кастингов время. Успех сериала «Проспект Бразилии» позволил Фабиуле Насименту появиться в эпизоде проекта «Песня сирены» (O Canto da Sereia) и получить роль танцовщицы кабаре в картине «Маленький Будда».